# Estadi Municipal Futbol L’Hospitalet
L'Estadi Municipal Futbol L'Hospitalet és un estadi de futbol de L'Hospitalet de Llobregat, que es troba dins el complex esportiu de la Feixa Llarga, que inclou, a més d'aquest camp de futbol, un altre de futbol, un de rugbi i un de beisbol. Inaugurat el 1987 com a camp de beisbol, i conegut amb el nom de Estadi Olímpic Municipal de la Feixa Llarga o de Camp Municipal de Beisbol l'Hospitalet, fou seu de les competicions de beisbol dels Jocs Olímpics de Barcelona 1992. Inicialment, hi disputà els seus partits el Club de Beisbol Hèrcules l'Hospitalet. Reconvertit com a camp de futbol el 1999, el Centre d'Esports l'Hospitalet hi té la seu i hi disputa el seus partits.
Fou inaugurat com a camp de futbol el 20 de març de 1999, en un partit de lliga que enfrontà L'Hospitalet contra el CF Gavà, i que acabà en victòria local per 2-0.
El 9 de novembre de 2011, L'Hospitalet va jugar-hi contra el llavors vigent campió de lliga i d'Europa FC Barcelona en un partit de setzens de final de la Copa del Rei.